# Columbus Open 1974
Il Columbus Open 1974 è stato un torneo di tennis giocato su campi in cemento. È stata la 4ª edizione del Columbus Open, che fa parte del Commercial Union Assurance Grand Prix 1974. Si è giocato a Columbus negli USA, dal 12 al 19 agosto 1974.

## Campioni

### Singolare
Raúl Ramírez ha battuto in finale  Roscoe Tanner con il punteggio di 3–6, 7–6, 6–4

### Doppio
Anand Amritraj /  Vijay Amritraj hanno battuto in finale  Tom Gorman /  Robert Lutz per Walkover